# 浮原島
26°18′04″N 127°59′31″E / 26.30111°N 127.99194°E
浮原島（日语：／ Ukibaru-jima）是沖繩縣宇流麻市的一個無人島，位於沖繩島中部的東海岸突出的勝連半島以東約7公里處，在濱比嘉島東南約3公里位置。浮原島西南還有一個名叫南浮原島的小島。
浮原島面積0.3平方公里，周長2.22公里，最高點為12公尺。南浮原島面積0.07平方公里，周長1.31公里，最高點為4公尺，也是一個無人島。二島皆由是琉球石灰岩覆蓋的低平島嶼，位於太平洋上，屬於沖繩群島中的與勝群島。行政區劃上，兩島與濱比嘉東部構成比嘉地區。在2005年宇流麻市合併以前屬於勝連町。